# Europapokal der Pokalsieger (Handball) 1981/82
Der Europapokal der Pokalsieger 1981/82 war die siebte Austragung des Wettbewerbs für europäische Handball-Pokalsieger. Die 25 teilnehmenden Mannschaften qualifizierten sich in ihren Heimatländern über den nationalen Pokalwettbewerb für den von der Internationalen Handballföderation (IHF) organisierten Europapokal; der Titelverteidiger TuS Nettelstedt war automatisch qualifiziert. Im Finale setzte sich der  Vorjahresfinalist SC Empor Rostock gegen den tschechoslowakischen Vertreter ASVS Dukla Prag durch (14:17, 22:18).

## Chronologie des Wettbewerbs

### Erste Runde
|                    | Gesamt |                         | Hinspiel | Rückspiel |
| ------------------ | ------ | ----------------------- | -------- | --------- |
| HB Eschois Fola    | 26:38  | Maccabi Netanja         | 17:21    | 09:17     |
| Aarhus KFUM        | 44:47  | Ystads IF HF            | 28:25    | 16:22     |
| Þróttur Reykjavík  | 42:37  | Kristiansands IF        | 24:21    | 18:16     |
| Helsingfors IFK    | 35:42  | HV Sittardia            | 15:20    | 20:22     |
| BSV Bern           | 47:35  | KV Sasja HC             | 20:22    | 27:13     |
| CSL Dijon          | 33:51  | VfL Günzburg            | 17:24    | 16:27     |
| Cassano Magnago HC | 62:50  | Bankası Yenişehir       | 36:21    | 26:29     |
| Vöslauer HC        | 85:43  | Panathinaikos Athen     | 42:20    | 43:23     |
| Benfica Lissabon   | 75:29  | Liverpool Handball Club | 37:12    | 38:17     |

Die übrigen Vereine (Elektromos SE, VIF G. Dimitrow Sofia, FC Barcelona, SC Empor Rostock, ASVS Dukla Prag, RK Medveščak und Titelverteidiger TuS Nettelstedt) zogen durch ein Freilos automatisch ins Achtelfinale ein.

### Achtelfinale
|                       | Gesamt |                   | Hinspiel | Rückspiel |
| --------------------- | ------ | ----------------- | -------- | --------- |
| Elektromos SE         | 37:36  | TuS Nettelstedt   | 23:21    | 14:15     |
| VIF G. Dimitrow Sofia | 49:54  | VfL Günzburg      | 30:29    | 19:25     |
| Maccabi Netanja       | 33:61  | BSV Bern          | 16:33    | 17:28     |
| FC Barcelona          | 66:34  | Benfica Lissabon  | 37:17    | 29:17     |
| HV Sittardia          | 35:39  | Þróttur Reykjavík | 20:19    | 15:20     |
| Cassano Magnago HC    | 51:44  | Vöslauer HC       | 26:22    | 25:22     |
| Ystads IF HF          | 41:49  | SC Empor Rostock  | 22:21    | 19:28     |
| ASVS Dukla Prag       | 45:36  | RK Medveščak      | 23:16    | 22:20     |

### Viertelfinale
|                   | Gesamt |                    | Hinspiel | Rückspiel |
| ----------------- | ------ | ------------------ | -------- | --------- |
| SC Empor Rostock  | 40:32  | BSV Bern           | 20:16    | 20:16     |
| VfL Günzburg      | 55:50  | Elektromos SE      | 28:21    | 27:29     |
| Þróttur Reykjavík | 61:38  | Cassano Magnago HC | 32:19    | 29:19     |
| ASVS Dukla Prag   | 49:43  | FC Barcelona       | 27:26    | 22:17     |

### Halbfinale
|                   | Gesamt |                 | Hinspiel | Rückspiel |
| ----------------- | ------ | --------------- | -------- | --------- |
| Þróttur Reykjavík | 36:44  | ASVS Dukla Prag | 17:21    | 19:23     |
| SC Empor Rostock  | 43:39  | VfL Günzburg    | 24:17    | 19:22     |

### Finale
Das Hinspiel fand am 2. Mai 1982 in der Prager Slavia-Sporthalle und das Rückspiel am 8. Mai 1982 in der Rostocker Sport- und Kongresshalle statt.
|                 | Gesamt |                  | Hinspiel | Rückspiel |
| --------------- | ------ | ---------------- | -------- | --------- |
| ASVS Dukla Prag | 35:36  | SC Empor Rostock | 17:14    | 18:22     |

#### Hinspiel
Der Rostocker Kapitän Helmut Wilk wurde in der 40. Minute beim Stand von 11:9 für den FDGB-Pokalsieger nach der dritten 2-Minuten-Zeitstrafe vom Spiel ausgeschlossen.
| ASVS Dukla Prag | ASVS Dukla Prag | SC Empor Rostock | SC Empor Rostock |
| | Hinspiel Sonntag, 2. Mai 1982 in Prag (Slavia-Sporthalle) Ergebnis: 17:14 (7:9) Schiedsrichter: Valčić, Mitrović ( Jugoslawien) |                  |                  |
| Michal Barda, Pavel Winter – Tomáš Bártek (3), Ladislav Salivar (5) , Milan Černý (1), František Štika (2/2), Jiří Homolka, Jiří Liška, František Kratochvíl (1/1), Jiří Kotrč (2), Jan Novák, Miroslav Benda (3) Trainer: Jiří Vícha | Jürgen Rohde, Michael Blank – Hans-Georg Jaunich, Helmut Wilk (2) , Frank-Michael Wahl (5), Frank Seydel (1), Siegfried Sanftleben (2), Christian Langner (2), Volkmar Warning, Dietmar Baus, Holger Langhoff, Udo Dreyer (2) Trainer: Heinz Strauch |                  |                  |

#### Rückspiel
Seydel erzielte 30 Sekunden vor der Schlusssirene den spielentscheidenden Treffer zum 22:18, ohne den die Auswärtstorregel zur Anwendung gekommen wäre und den Wettbewerb zugunsten der Tschechoslowaken entschieden hätte.
| SC Empor Rostock | SC Empor Rostock | ASVS Dukla Prag | ASVS Dukla Prag |
| | Rückspiel Samstag, 8. Mai 1982 um 17:00 Uhr in Rostock (Sport- und Kongresshalle) Ergebnis: 22:18 (13:10) Zuschauer: 4.300 (ausverkauft) Schiedsrichter: Jeziorny, Arciszewski ( Polen)                                          |                 |                 |
| Jürgen Rohde, Michael Blank – Hans-Georg Jaunich (4/1), Helmut Wilk , Frank-Michael Wahl (10/5), Frank Seydel (2), Siegfried Sanftleben (3), Christian Langner (2), Dietmar Baus, Holger Langhoff, Udo Dreyer (1) Trainer: Heinz Strauch | Michal Barda, Pavel Winter – Tomáš Bártek (3), Ladislav Salivar (2) , Milan Černý, František Štika, Jiří Homolka, Jiří Liška (3), František Kratochvíl, Miroslav Benda (1), Josef Toma (7/4), Jiří Kotrč (2) Trainer: Jiří Vícha |                 |                 |